# Sergio Ahumada
Sergio Ahumada Bacho (ur. 2 października 1948) – chilijski piłkarz. Występował w CSD Colo-Colo i Unión Española.
Zaliczył 29 spotkań i strzelił 6 goli w reprezentacji Chile. Strzelił także jedyną bramkę dla swojego kraju na Mundialu 1974 w zremisowanym 1-1 spotkaniu z NRD.